# Governo Drnovšek II
Janez Drnovšek è stato per la seconda volta Primo Ministro della Slovenia dal 25 gennaio 1993 al 27 febbraio 1997. Il Governo Drnovšek II comprende il Primo ministro, 15 ministri e 2 ministri senza portafoglio.
- Composizione
  - Democrazia Liberale di Slovenia (LDS)
  - Democratici Cristiani Sloveni (SKD)
  - Partito Socialdemocratico Sloveno (SDSS): Nel 1994 lascia la coalizione di governo
  - Lista Unita dei Socialdemocratici (ZLSD). Nel 1996 lascia la coalizione di governo

## Primo ministro
- Janez Drnovšek (LDS)

## Ministeri senza portafoglio

### Autogoverno Locale
- Boštjan Kovačič (LDS) dal 16 settembre 1994

### Legislazione
- Alojz Janko (indipendente) dal 23 marzo 1993

## Ministeri

### Lavoro, Famiglia e Affari Sociali
- Jožica Puhar (ZLSD) fino al 21 giugno 1994
- Rina Klinar (ZLSD) dal 21 giugno 1994 al 31 gennaio 1996
- Anton Rop (LDS) dal 7 febbraio 1996

### Relazioni Economiche e Sviluppo
- Davorin Kračun (LDS) fino al 26 gennaio 1995
- Janko Deželak (SKD) dal 26 gennaio 1995

### Finanze
- Mitja Gaspari (indipendente)

### Affari Economici
- Maks Tajnikar (ZLSD) fino al 30 gennaio 1996
- Metod Dragonja (indipendente) dal 31 gennaio 1996

### Agricoltura e Politiche Forestali
- Jožef Jakob Osterc (SKD)

### Cultura
- Sergij Pelhan (ZLSD) fino al 31 gennaio 1996
- Janez Dular (SKD) dal 7 febbraio 1996

### Interni
- Ivan Bizjak (SKD) fino all'8 giugno 1994
- Andrej Šter (SKD) dall'8 giugno 1994

### Difesa
- Janez Janša (SDSS) fino al 29 marzo 1994
- Jelko Kacin (LDS) dal 29 marzo 1994

### Ambiente e Pianificazione Territoriale
- Miha Jazbinšek (LDS) fino al 1º febbraio 1994
- Pavel Gantar (LDS) dal 28 febbraio 1994

### Giustizia
- Miha Kozinc (LDS) fino al 19 luglio 1994
- Metka Zupančič (LDS) dal 19 luglio 1994

### Trasporti e Comunicazioni
- Igor Umek (SKD)

### Istruzione e Sport
- Slavko Gaber (LDS)

### Salute
- Božidar Voljč (LDS)

### Scienza e Tecnologia
- Rado Bohinc (ZLSD) fino al 31 gennaio 1996
- Andrej Umek (SKD) dal 7 febbraio 1996

### Affari Esteri
- Lojze Peterle (SKD) fino al 31 ottobre 1994
- Zoran Thaler (LDS) dal 26 gennaio 1995 al 16 maggio 1996
- Davorin Kračun (LDS) dal 19 luglio 1996